# Берроуз, Эдит
Эдит Берроуз (англ. Edith Burroughs, полное имя Edith Woodman Burroughs; 1871—1916) — американская скульптор и медальер.

## Биография
Родилась в 1871 году в нью-йоркском районе Ривердейл.
Искусству начала учиться у известных мастеров в возрасте пятнадцати лет, работая с Кеньоном Коксом и Огастесом Сент-Годенсом в Лиге студентов-художников Нью-Йорка. К восемнадцати годам она зарабатывала на жизнь проектированием объектов для церквей, а также работая для Tiffany and Company.
В 1893 году она вышла замуж за художника Брайсона Берроуза — будущего хранителя картин в Метрополитен-музее в Нью-Йорке. Следующие два года она провела в Париже, где училась у Жан-Антуана Инжальбера и Люка-Оливье Мерсона. В 1907 году она выиграла премию Shaw Memorial Prize Национальной академии дизайна за работу Circe, которая впоследствии была показана на главной выставке в Балтиморе.
В 1909 году Эдит она вернулась в Париж, где «попала под влияние Майоля», после чего в её творчестве отразились более простые средства выражения. [6]
Берроуз спроектировал два фонтана для Панамо-Тихоокеанской международной выставки 1915 года в Сан-Франциско. Её работа «Fountain of Youth» получила серебряную медаль на выставке «Экспо». На оружейной выставке 1913 года в Нью-Йорке она выставила бронзовый бюст «Portrait of John Bigelow». В 1913 году была избрана в Национальную академию дизайна в качестве ассоциированного члена.
Работы Эдит Берроуз находятся в галереях, музеях и других учреждениях США.
Умерла в 1916 году в нью-йоркском районе Флашинг.